# Trio élégiaque n.º 2 (Rajmáninov)
El Trío elegíaco en re menor, op. 9 (trio élégiaque) escrito a la memoria de Piotr Ilich Chaikovski, es un trío para piano, violín y chelo compuesto entre el 5 de octubre y el 15 de diciembre de 1893 por Sergei Rajmáninov. 
La obra fue compuesta a raíz de la profunda impresión que causó en Rajmáninov la muerte de su mentor y amigo Chaikovski, y está dedicada a la "memoria de un gran artista". Fue estrenada el 31 de enero de 1894 por Rajmáninov al piano, Yuly Konyus al violín y Anatole Brandukov al chelo. Pocos años después, a raíz de otra representación, Rajmáninov revisó la obra, haciendo algunos cortes y cambiando la sexta variación del segundo movimiento. Esta versión se escuchó por primera vez el 12 de febrero de 1907. Una tercera versión que incluye algunos cambios hechos por Rajmáninov en 1917 se publicó en Rusia en 1950.
El trío para piano en re menor está estructurado en tres movimientos:
1. Moderato
2. Quasi variazione
3. Allegro risoluto

El primer movimiento se inicia con un tono sombrío y se transforma en algo más violento hacia su final. El segundo movimiento consiste de variaciones sobre un primer tema. El movimiento final, aunque es corto, está dominado por una parte para piano poderosa y dramática. 
La obra es similar al trío en la menor de Chaikovski. 